# Terrisseres del Rif

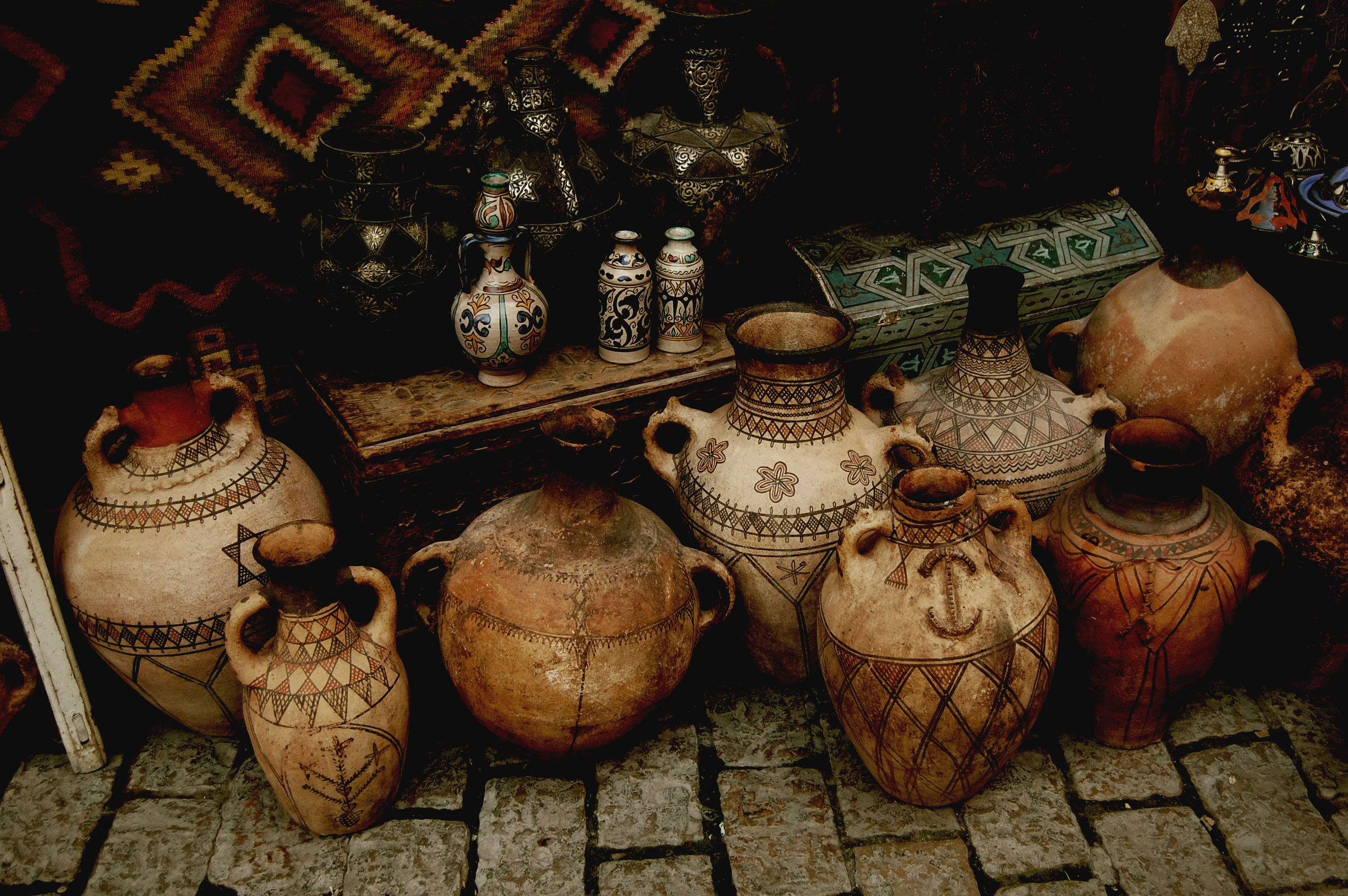
Ceràmica amaziga a la medina de Fes, el Marroc

Les terrisseres del Rif són un focus supervivent de la terrissa feta per dones i un dels més importants de la ceràmica nord-africana. La seua activitat ancestral, a més del valor utilitari, conserva i comunica els senyals d'identitat d'un grup ètnic concret: el poble amazic.

## Característiques
- Terrissa sense torn, de fons pla i modelada a mà.
- Estrictament femenina, utilitària i rural.
- Tècniques de cocció rudimentàries (a l'aire lliure).
- Morfologia arcaica.
- Decoració monocroma o bicolor.
- Distribució limitada al Rif i al pre-Rif, sense finalitats comercials, restringida als socs de la tribu.

## Origen històric
Els especialistes coincideixen que la primitiva terrisseria mediterrània amb arrels en el Neolític, (de la qual les dones rifenyes són un dels darrers exemples vius), desaparegué quasi totalment en estats com Egipte, Grècia, Itàlia, França i la península Ibèrica ja a partir de finals del s. XVI.
S'han estudiat les coincidències temàtiques entre la ceràmica rifenya i la conservada als museus, procedent de cultures amb 2.300 anys d'antiguitat. Tradicionalment al litoral mediterrani del Magrib, els atuells d'ús funerari han representat amb decoració vermella i negra els quatre elements de la natura, simbolitzant-los amb espigues, rombes i triangles; repetint motius geomètrics idèntics als que encara s'usen per a decorar algunes peces, apareixen a les mateixes zones d'aquestes peces i són elaborats amb els mateixos pigments minerals i vegetals.

## Procés de treball

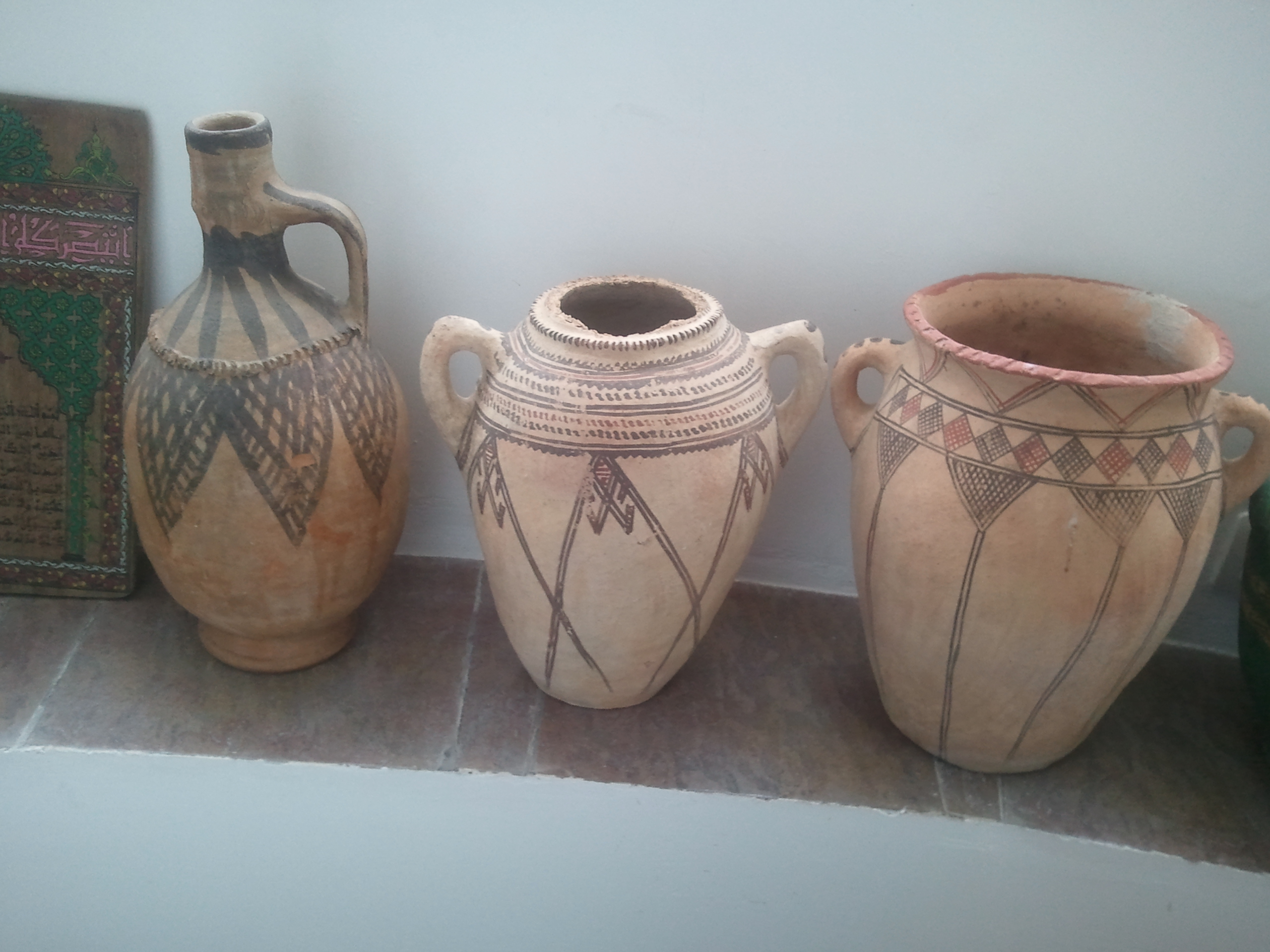
Ceràmica rifenya

Els fanguissars d'on es trau l'argila per treballar, solen estar a prop del poblat. La terrissera, sola o acompanyada de la seua filla aprenenta, extrauen el fang, el transporten, trituren i tamisen, ajudant-se d'un sedàs de malla gruixuda per eliminar-ne les impureses, i dilueixen en aigua la pasta resultant durant diversos dies, fins que estiga llesta per ser modelada.
Per treballar la terrissera es col·loca a l'ombra, davant de sa casa. Segons les zones, el disc que li serveix de peanya, és d'argila, de suro, de pedra o d'una tova feta amb buina, palla i fang. Hi utilitza un rascador, una tauleta de fusta, una pinta (per unir els rotllos o xurros d'argila) i un còdol o un tros de cuir per allisar i polir la peça.
Algunes terrisseres apliquen a les peces engalbes (barbotina d'argila blanca o vermella), amb un pinzell o per remull, quan estan encara humides o bé després de traure-les del forn encara calentes. Aconsegueixen així un doble objectiu: impermeabilitzar l'atuell i obtenir-ne efectes decoratius.

### Decoració
Per a la decoració, el treball que més temps requereix, la terrissera utilitza un rude pinzell de pèl de cabra, el seu dit o un simple floc de llana. Treballa les peces una a una, amb roig ocre i castany fosc. En funció del temps de cocció, es produiran tonalitats més o menys intenses entre el taronja pàl·lid i el negre intens. La decoració, en conjunt, perpetua els signes tribals heretats.

### Enfornada
El forn, en els casos més primitius, es limita a tres pedres formant un cèrcol per a la foguera o un petit clot a terra que servirà de braser. Els més avançats són forns aixecats semblants als de per fer pa. Per superstició, la cocció de les peces es fa darrere de la casa o en alguna dependència oberta però a resguard de les mirades dels veïns. Durant el procés, que dura de dues a quatre hores, el foc ha de ser continu i les peces han d'estar tothora cobertes amb palla.
Les terrisseres treballen preferentment a la primavera, estació que permet assecar les peces més uniformement. Considerant que la terrissa és una activitat secundària, és rar que treballe a l'hivern o en època de cultiu.

## Simbolisme tribal en la decoració

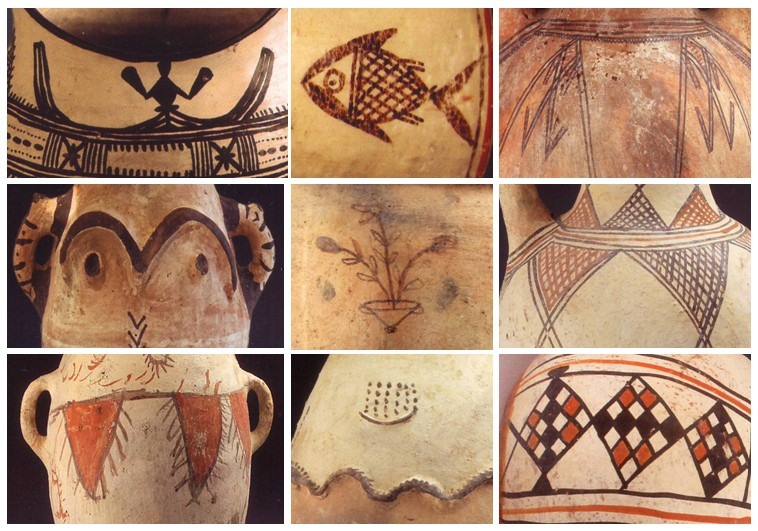
Galeria de signes. Dalt: dibuixos antropomorfs i zoomorfs (peix i granotes). Centre: dibuixos oculats, vegetals i triangles reticulats. Baix: triangles femenins, signes d'aigua i rombes escacats

El conjunt de signes i dibuixos transmesos de mares a filles entre les terrisseres rifenyes de temps immemorial, no té, en opinió d'alguns especialistes, una exclusiva fi decorativa (de distinció ètnica o tecnologia tèxtil), sinó que sobretot comunica una atàvica simbologia magicoreligiosa, fruit d'una concepció cosmogònica camperola amb arrels en la filosofia popular que venera l'univers, la Terra-Mare-Creadora i tots els éssers vius que participen en la seua divinitat".
María José Matos i Jorge Wagner distingeixen diferents grups simbòlics en el conjunt decoratiu de la ceràmica rifenya:
- Símbols antropomorfs (molt esquemàtics, relacionables amb divinitats femenines com el bronze Carriazo de Tartessos).
- Símbols zoomorfs, sobretot "granotes" i "serps".
- Símbols oculats, hereus de l'ull de Ra i al Magrib símbols protectors, moltes voltes associats a la «khamsah» o "mà de Fàtima".[6]
- Símbols vegetals (relacionats amb la fertilitat i més freqüents al pre-Rif, més agrícola i cerealista).
- Símbols aquàtics (més freqüents en atuells del grup de la terrissa d'aigua).
- Triangles (amb el vèrtex cap amunt, símbols masculins, i cap avall femenins).
- Símbols cruciformes: creu grega, creu de Sant Andreu, creu potenzada i creu de Malta.
- Reticulats i escacats (els primers, semblants a gravats rupestres del anti-Atles i el pre-Sàhara marroquí).[2]
- Símbols de l'Arbre de la vida (més freqüents en atuells del grup de la terrissa d'aigua).[7]

Sembla evident que el simbolisme cosmogònic expressat i conservat per les terrisseres del Rif en el seu repertori decoratiu és un capítol més de l'ancestral "necessitat de canalitzar i exterioritzar les pors, els desigs i els somnis col·lectius".

## Altres focus al nord d'Àfrica
A Algèria, la terrissa femenina produïda antany a Cabília, ja només es veu als museus. A la zona de Senejane (Tunísia), la puresa cultural tradicional ha sucumbit a la infecció turística. Paral·lelament, en quasi totes les tribus, el progrés en tots els aspectes, inclosos els positius, com l'escolarització de les joves, certs avenços industrials que fan la vida domèstica menys esclava, i una certa obertura de mentalitat, han posat en perill aquest vedat femení del patrimoni dels pobles muntanyencs nord-africans.

## Terrisseres del Rif i de Canàries
Igual que no hi ha paral·lelismes entre la terrissa femenina del Rif i la producció feta per dones a la península Ibèrica, sí que s'han remarcat les connexions entre les artesanes rifenyes i les canàries. La suposada procedència amaziga dels guanxs, a partir d'estudis comparatius lingüístics, es complementa amb certes semblances en les tradicions terrissaires de tots dos pobles, concretament:
1. Tècnica estructural de les peces.
2. Tractament de les superfícies.
3. Tècniques de cocció: en forns de cúpula d'una cambra o en clots envoltats de pedres i a camp obert.
4. Tècnica combinada de rasqueta i ordissatge.
5. Ús de bases de pedra per al modelatge.
6. Ús d'un còdol per a brunyir superfícies després de l'engalba.
7. Morfologia d'olles panxudes amb dues anses, i bases planes en la majoria dels recipients.
8. Ús de fornells de carbó com a estufes.

## Coordenades sociològiques
Les característiques d'aquest sector artesà fan molt difícils les seues possibilitats de continuïtat. Són un grup poc nombrós, terrisseres ocasionals, no professionalitzades ni organitzades; els intents de creació de tallers han fracassat perquè tradicionalment la terrissera rifenya treballa sola, a sa casa, i quan li deixen les moltes altres ocupacions. Els etnògrafs han observat que, per exemple, els seus desplaçaments als socs setmanals no responien a cap tipus de plantejament comercial sinó a la pura necessitat: vendre'n l'excedent per compensar les pèrdues ocasionades per la sequera.